# Claude Joseph
Claude Joseph är en haitisk politiker och tidigare utrikesminister. Joseph tjänade som premiärminister och tillförordnad president i Haiti från den 7 juli 2021 till den 20 juli 2021, efter mordet på sittande presidenten Jovenel Moïse.